# Slaget om New Georgia
Slaget om New Georgia var en serie strider i stillahavskriget under andra världskriget. Det var en del av Operation Cartwheel, de allierades storartade strategi i södra Stilla havet. Fälttåget ägde rum i ögruppen New Georgia i centrala Salomonöarna mellan den 20 juni och 25 augusti 1943 mellan de allierade styrkorna och Kejsardömet Japan.

## Bakgrund
Japanerna hade erövrat New Georgia 1942 och byggt en flygbas vid Munda Point, som började operera i december 1942 för att stödja Guadalcanal-offensiver. Eftersom det blev klart i slutet av 1942 att de inte kunde hålla Guadalcanal, gissade de japanska befälhavarna att de allierade skulle gå mot den japanska basen vid Rabaul på New Britain, och att centrala Salomonöarna var det logiska steget på vägen.
Kejserliga japanska armén trodde att genom att hålla Salomonöarna skulle det till slut bli ett misslyckade och att det vore bättre att vänta på ett allierat motanfall på Bougainville som skulle bli mycket mindre kostsamt att försörja och förstärka. Den kejserliga japanska flottan föredrog att fördröja de allierades framryckning så länge som möjligt genom att upprätthålla en avlägsen försvarslinje. Utan något effektivt centralt kommando, genomförde de två vapengrenarna sina egna planer: flottan tog ansvar för försvaret av centrala Salomonöarna och armén för norra Salomonöarna.
I början av 1943, skulle vissa allierade ledare—bland annat överbefälhavaren i angränsande sydvästra Stilla havets kommando, general Douglas MacArthur—velat fokusera på att erövra Rabaul, men japanska styrkan där och brist på landstigningsfartyg innebar att en sådan operation inte var praktiskt genomförbar 1943. Istället, på initiativ av USA:s Joint Chiefs of Staff, utvecklades en plan som kallades Operation Cartwheel, som föreslog att omsluta och skära av Rabaul utan att erövra den genom samtidiga offensiver i territoriet Nya Guinea och norrut genom Salomonöarna.
I början av 1943 förberedde det japanska försvaret mot eventuella allierade landstigningar på New Georgia, Kolombangara och Santa Isabel. I juni 1943 fanns det 10 500 soldater på Nya Georgia och 9000 på Kolombangara väl nedgrävda i väntan på ett allierat anfall.

## Landstigningar
De första allierade landstigningarna skedde den 20 juni 1943 av amerikanska 4th Marine Raider Battalion vid Segi Peka på New Georgia. Det fanns inget motstånd och flygfältet började byggas där den 30 juni. Från och med den 12 juli försåg flygplan från Segi Point flygunderstöd under slaget.
Den 30 juni erövrade 4th Raiders Virus hamn.
Den huvudsakliga landstigningen gjordes vid samma datum på Rendova Island, söder om Munda. Munda Point, den japanska flygbasen på New Georgia Island, var det huvudsakliga målet för anfallet mot ön. Denna bas erövrades inte förrän den 5 augusti 1943.
De japanska anläggningarna vid Bairoko hamn, 13 km norr om Munda, säkrades av amerikanska styrkorna den 23 augusti, efter veckor av svåra djungelstrider. Strider fortsatte på öarna väster om New Georgien fram till oktober 1943.